# Ludwig Schneider (Architekt)

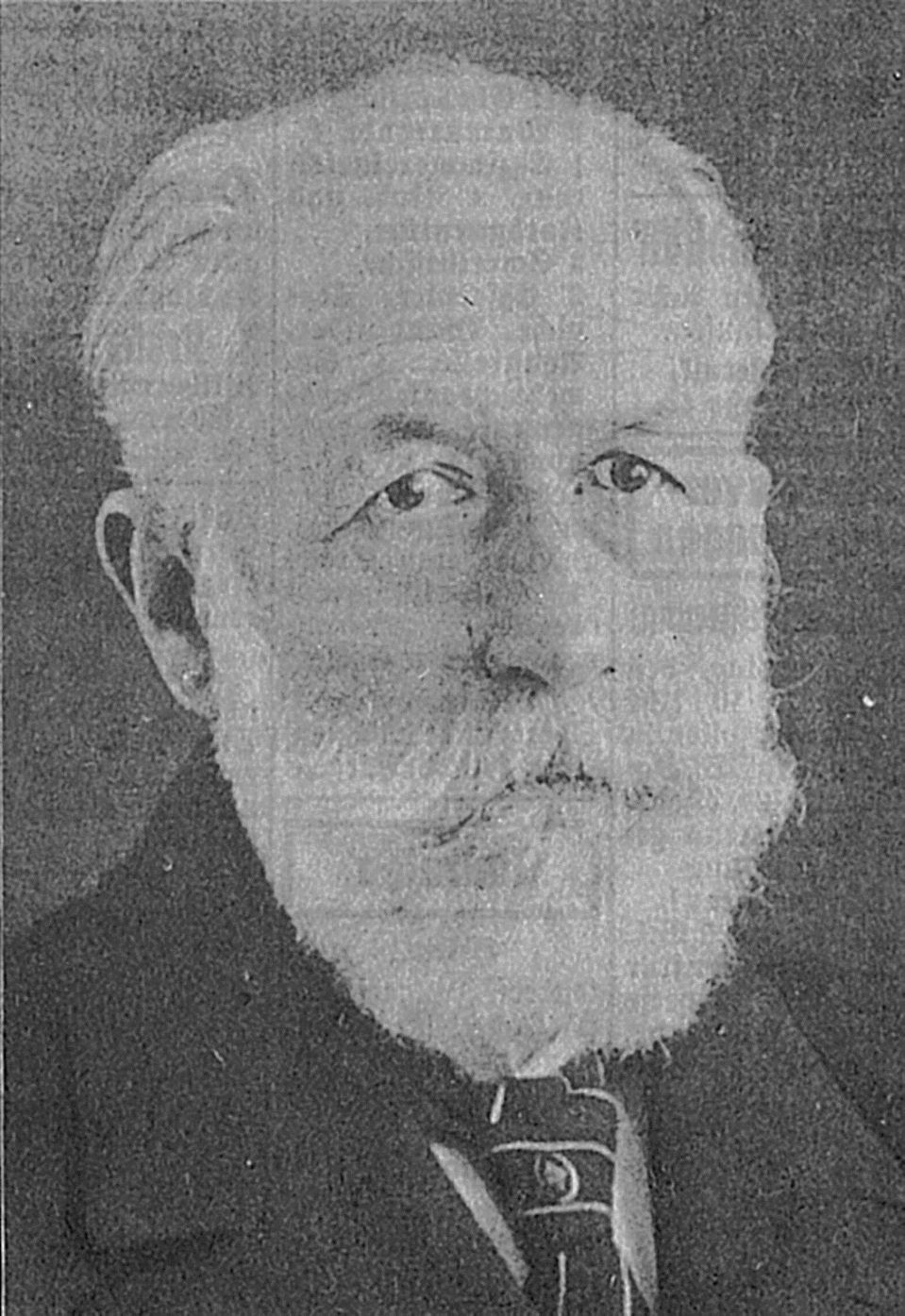
Ludwig Schneider

Ludwig Schneider (* 23. März 1855 in Namslau, Kreis Namslau, Provinz Schlesien; † 29. Dezember 1943 in Reichenstein, Landkreis Frankenstein, Provinz Niederschlesien; vollständiger Name: Ludwig Ignatz Anton Schneider) war ein deutscher Architekt, der vorwiegend römisch-katholische Kirchen und andere Sakralbauten  in Schlesien schuf. Häufig verwendete er in seinen Werken die Neugotik und die Neuromanik.

## Leben
Ludwig Schneider war der Sohn eines Anwalts. Am 5. Februar 1887 heiratete er Elisabeth Halama aus Beuthen. Schneider lebte und wirkte in Kattowitz, Gleiwitz, Oppeln und zuletzt in Breslau. Der Großteil seiner Bauwerke wurde in der Provinz Oberschlesien errichtet. 1910 kaufte er ein Grundstück in Reichenstein, wo er sich 1914 nach seinem Eintritt in den Ruhestand niederließ und am 29. Dezember 1943 starb.

## Bauten und Entwürfe

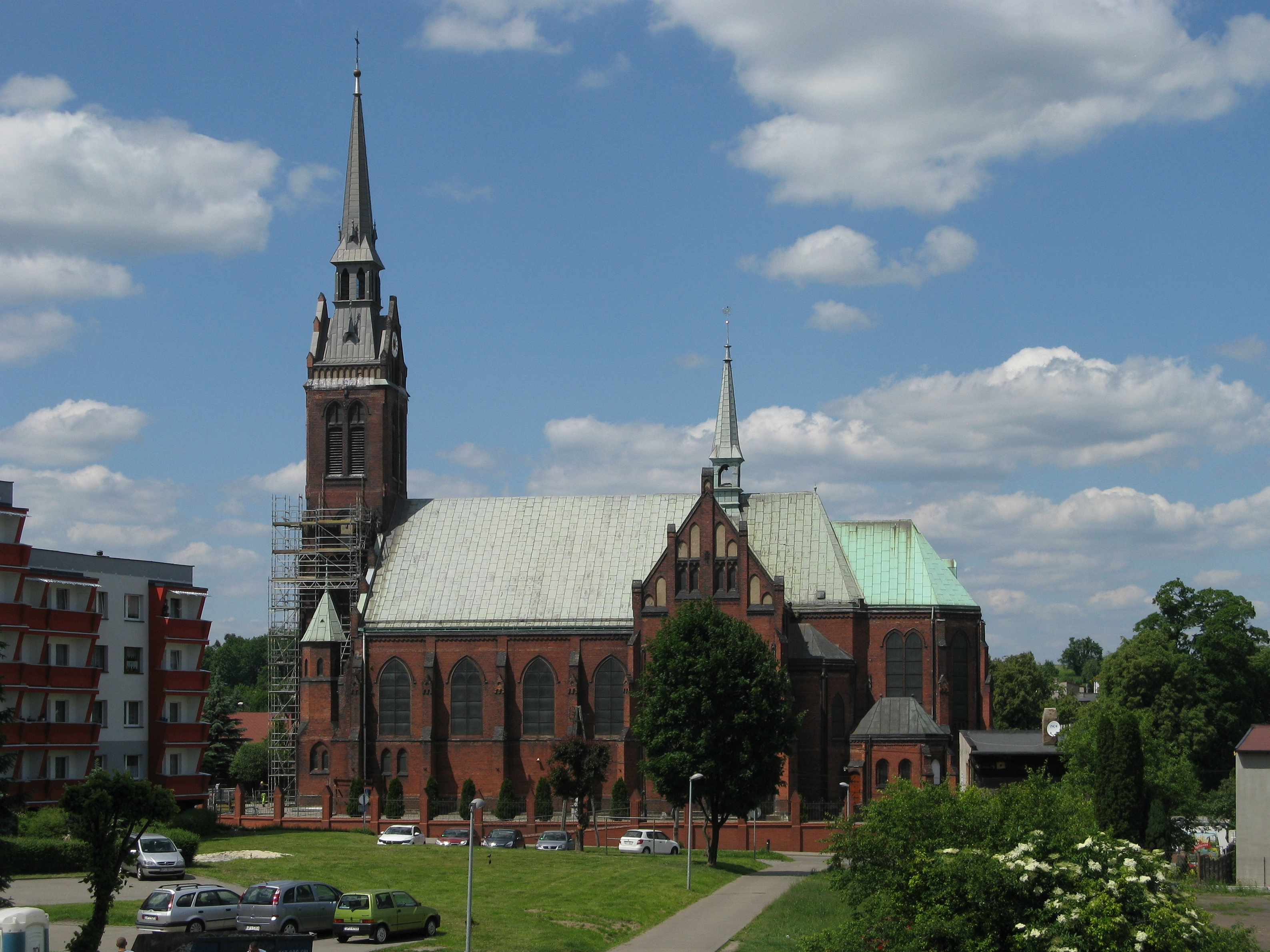
Peter-Paul-Kirche in Kamień (Kamin), Piekary Śląskie

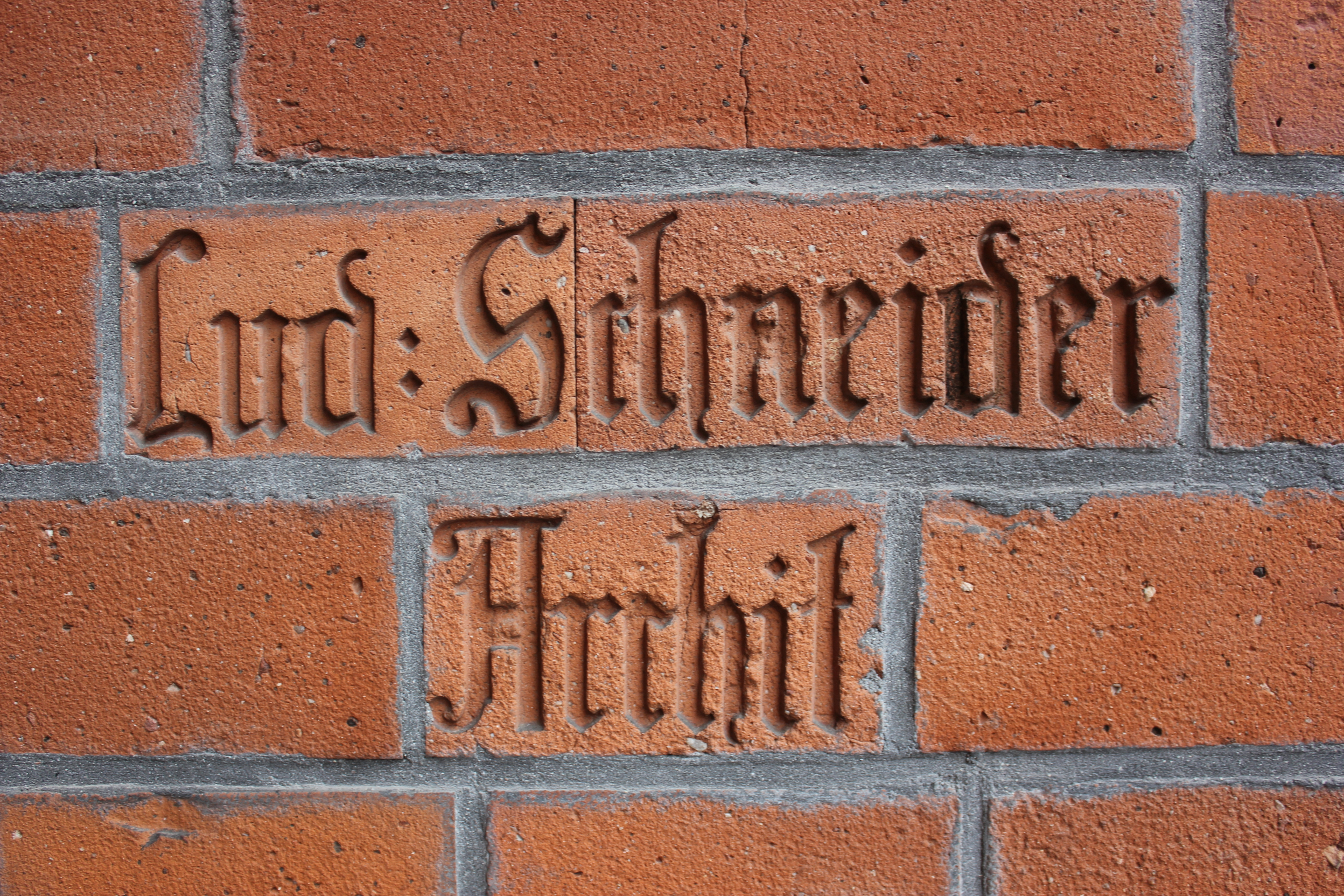
Ziegel mit dem Namen Schneiders

- Ölbergkapelle in Schoppinitz (Szopienice) bei Kattowitz
- 1887–1888: Allerheiligenkirche in Dzietzkowitz (Dziećkowice) bei Myslowitz
- 1889: Kloster in Bogutschütz bei Kattowitz
- 1891: Ölbergkapelle an der Marienkirche in Kattowitz
- 1892: eigenes Wohnhaus
- 1894–1896: Mariä-Himmelfahrt-Kirche in Köberwitz (Kobeřice)
- 1895–1896: Georgskirche in Rydultau (Rydułtowy)
- 1896–1897: Dreifaltigkeitskirche in Mosurau (Modzurów)
- 1898: Friedhofskapelle in Königshütte (Chorzów)
- 1898–1899: Peter-Paul-Kirche in Kamin (Kamień)
- 1898–1900: Josephskirche in Zalenze bei Kattowitz
- um 1899: Herz-Jesu-Kirche in Rogau (Rogów Opolski) (1945 vollständig zerstört)[4]
- 1898–1904: Mariä-Geburt-Kirche in Schönwald bei Gleiwitz (Gliwice)
- 1899–1900: Laurentiuskirche in Deutsch Müllmen
- 1889–1901: Marienkirche in Bismarckhütte bei Königshütte (Chorzów-Batory)
- 1899–1902: Dreifaltigkeitskirche in Kochlowitz (Kochłowice) bei Ruda (Ruda Śląska)
- 1899–1902: Neue Martinskirche in Alt-Tarnowitz (Stare Tarnowice)
- 1900–1905: Heilige-Familie-Kirche in Bobrek bei Beuthen (Bytom)
- 1900–1901: Kirche des Franziskanerklosters in Carlowitz bei Breslau
- 1900–1902: Nikolauskirche in Kandrzin (Kędzierzyn-Koźle)[5]
- 1901–1902: Nikolauskirche mit Pfarrhaus in Ratibor-Altendorf (Racibórz)[6]
- 1902–1904: Marienkirche in Königlich Neudorf (Nowa Wieś Królewska) bei Oppeln
- 1901–1902: Johannes-und-Paulus-Kirche in Domb (Dąb) bei Kattowitz
- 1902–1903: Maria-Magdalena-Kirche in Ratiborhammer (Kuźnia Raciborska)
- 1903–1904: Erzengel-Michael-Kirche in Michalkowitz (Michałkowice) bei Laurahütte (Siemianowice Śląskie)
- 1903–1904: Johannes-der-Täufer-Kirche in Boischow (Bojszowy)
- 1903–1904: Marienkirche in Löwen (Lewin Brzeski)
- 1903–1907: Basilika St. Antonius in Rybnik
- 1904: Maria-Hilf-Kirche in Groß Dombrowka (Dąbrówka Wielka)
- 1904: Johannes-der-Täufer-Kirche in Niederhannsdorf (Jaszkowa Dolna)
- 1904–1905: Gedenkkapelle für Herzog Johann von Münsterberg in Altwilmsdorf (Stary Wielisław)
- 1905: Nikolauskirche in Fischgrund (Pstrążna)
- 1905–1906: Erweiterungsbau der Antoniuskirche in Tworog (Tworóg)
- um 1900: mehrere Kapellen am Rosenkranzweg in Wartha (Bardo)
- 1906–1908: Neue Albanikirche in Odense (Dänemark)[7]
- 1906: Herz-Jesu-Kirche in Koschentin (Koszęcin)
- 1907: Kirche am Johanneshaus in Tarnowitz (Tarnowskie Góry)
- 1907: Pfarrhaus der Annakirche in Dorotheendorf (bei Hindenburg / Zabrze)
- 1907–1909: Maria-vom-Berg-Karmel-Kirche in Brzestz (Brzeźce)
- 1907–1910: Bartholomäuskirche in Gleiwitz (Gliwice)
- 1907–1909: Laurentiuskirche in Antonienhütte bei Ruda (Ruda Śląska)
- 1907–1909: Kreuzerhöhungskirche in Bad Carlsruhe (Pokój)
- 1908: Umgestaltung der Hedwigskirche in Königshütte (Chorzów)[8]
- 1908–1909: Stanislauskirche in Ellguth bei Zülz
- 1908: Maria-Rosenkranz-Kirche in Nendza (Nędza)
- 1909–1910: Georgkirche in Goczalkowitz (Goczałkowice-Zdrój)
- 1909–1911: Mariä-Himmelfahrt-Kirche in Loslau (Wodzisław Śląski)
- 1910–1911: Barbarakirche in Kunzendorf (Drogosław) bei Neurode (Nowa Ruda)
- 1911: Simon-und-Judas-Kirche in Raschütz (Raszczyce)
- 1911–1912: Mariä-Himmelfahrt-Kirche in Bad Altheide (Polanica-Zdrój)
- 1913–1915: Herz-Jesu-Kirche in Birkenhain (Brzeziny Śląskie)